# Fremont Hills (Missouri)
Fremont Hills est une ville située au nord du comté de Christian, dans le Missouri, aux États-Unis,.

## Démographie
Lors du recensement de 2010, la ville comptait une population de 826 habitants. Elle est estimée, en 2016, à 893 habitants.

## Source de la traduction
- (en) Cet article est partiellement ou en totalité issu de l’article de Wikipédia en anglais intitulé « Fremont Hills, Missouri » (voir la liste des auteurs).